# Гурток
Гурток — невелике товариство, поєднане спільним інтересом до якоїсь проблеми. Гурток мав застарілі організаційні форми, серед яких клуб за інтересами. 

## Термінологія
Термін «клуб» ширший за значенням, ніж гурток і має значення як «товариство за інтересами» так, і приміщення для зборів членів. Застарілою формою гуртка були академії в Італії 17-18 ст., де збирались аристократи з грошима і дозвіллям для вирішення вузьких проблем, особистих чи навіть державних у разі неспроможності уряду займатися розв'язанням тих проблем. Італійські академії або розпалися, або переродилися в навчальні заклади і перебрали на себе назву академія, створивши її нове змістовне наповнення.
У 18 столітті поширення мав «салон» як місця зборів аристократів за модою з Франції, що виконував ті ж функції, що і гурток.

## Академії (гуртки) в Італії

### «Аркадія»— академія Христини, екз-королеви Швеції
Особливістю культурно-суспільного життя Італії 17-18 століть були академії, тобто гуртки аристократів за інтересами. Це гуртки багатої і освіченої шляхти і містян, об'єднаних спільними інтересами. Академій було багато, що існували від Риму до маленьких містечок.
Мала свою академію і Христина. Згідно з тодішньою модою, особи академії вважали себе пастушками за модою на пасторальну літературу та обирали псевдоніми, титули під час зібрань скасовували. Італію вкрила мережа академій, де відкидали умовності і вороже ставлення до ворогуючих між собою областей, міст, родин.
Академія Христини мала назву «Аркадія» і робила ставку на приємне спілкування та цікаве дозвілля.
Членство в подібній академії мав і уславлений гравер 18 століття Джованні Баттіста Піранезі (1720–1778).
Академія Христини не мала нічого спільного з художніми академіями, що теж виникли в Італії і згуртовували професіоналів (академія братів Каррачі в Болоньї). Тому академія Христини залишилася в мемуарах, а академія Каррачі стала прикладом створення мистецьких академій в багатьох країнах Європи.

## Гуртки в Китаї
Гурток як товариство за інтересами було притаманне не тільки європейській культурі. Їх знали і на Далекому Сході, де розвинулись високі цивілізації на кшталт китайської - з власним світоглядом, сталими національними традиціями в державотроренні і культурі та ясними уявами про китайську ідентичність та патріотизм. 
В історії Китаю відомий гурток «Вісім шляхетних особистостей (міста) Усін».
Аристократ, державний діяч і художник, Чжао Менфу (*1254 — †1322), вражений військовим захопленням батьківщини монголами, вирішив назавжди відмовитися від офіційних посад  і присвятити своє життя  живопису та літературі. Покинувши розорену битвами столицю Південної Сун (м. Ліньань, тепер Ханчжоу, провінція Чжецзян), він оселився в м. Усін, ставши учнем і близьким другом Цянь Сюаня, приєднався до створеного тим  гуртка  «Вісім талантів (благородних особистостей) Усін», члени якого розпочинати вироблення естетичної програми по збереженню національних художніх традицій в умовах чужоземного монгольського панування.

## Гуртки в Україні
- «хлопоманський» гурток створений студентами Київського університету, які походили зі спольщених шляхетських родин. Члени гуртка вважали, що український народ має право на своє національне відродження. Очолював його Володимир Антонович, який був ідеологом хлопоманства і накреслив програмові його засади.

Серед основоположників хлопоманства були: Володимир Антонович, Тадей Рильський, Борис Познанський, Кость Михальчук, Павло Житецький, Павло Чубинський, Король Август Гінч.
Хлопомани вважали, що свої демократичні переконання на теренах України можна реалізувати лише ідентифікуючи власну національну спільність із місцевою українською людністю — селянством, вони певний час намагалися переконати в тому ж польську студентську громаду, до якої самі належали.
Хлопомани ставили своїм завданням добровільне служіння своїм учорашнім «слугам», підняття освітньо-культурного рівня селянства та його громадянської свідомості.
Інтерес хлопоманів до простонародного життя задовольнятися щорічними «виходженнями в народ» під час «літніх вакацій». На кінець 50-х років такі подорожі здійснювали чисельні однодумці В. Антоновича, при чому вони не були лише зовнішнім спостереженням за життям селян, а супроводжувалися безпосередніми контактами, коли студенти брали участь у сільських роботах разом із селянами, а також спільно з ними відпочивали. 
Хлопомани працювали у Київській громаді; допомагали закладати недільні школи, для навчання елементарній писемності співпрацювали з редакцією «Основи», до числа співробітників якої входили В. Антонович та Т. Рильський.
- Академічний гурток існував у Львові як товариство студентської молоді і друкував у 1874—77 р. журнал «Друг». 1875 року Академічний гурток розколовся на дві протилежні групи: демократичну і реакційну. Очолювана Іваном Франком демократична група «Академічний гурток» і редакція «Друга», куди входили Михайлом Павлик, Іван Белей та ін., вели гостру боротьбу проти москвофілів і народовців.

У журналі «Друг» друкувалися твори І. Франка, його переклад романа Чернишевського «Що робити?», статті М. Павлика, вірші Олександра Здерковського. «Академічний гурток» видав альманах «Дністрянка», де вміщено твори І. Франка, повість Марка Вовчка «Інститутка» та ін.
- Літературний гурток української молоді «Плеяда» створено 1888 року в Києві з ініціативи Лесі Українки та її брата Михайла Косача.

Серед членів гуртка — Людмила Старицька-Черняхівська, Іван Стешенко, Володимир Самійленко, М. Биковська, Г. Григоренко (О. Судовщикова), М. Комарова, A. Кримський, М. Славинський, Є. Тимченко та інші.
Учасники «Плеяди» обговорювали питання розвитку української літератури, влаштовували літературні вечори, перекладали українською мовою твори зарубіжних письменників (Леся Українка і М. Славинський — твори Г. Гайне і А. Данте, В, Самійленко — Ж.-Б. Мольєра і П.-Ж, Беранже, Є. Тимченко — «Калевалу»). Підготовані плеядівцями до друку три збірки «Весна», «Десна» і «Спілка» були заборонені цензурою. Члени «Плеяди» підтримували літературно-громадські зв'язки з М. Лисенком, М. Коцюбинським, І. Франком, М. Павликом та іншими.
У середині 1893 року «Плеяда» припинила діяльність.
- «Гурток діячів українського мистецтва» (ГДУМ) був створений у 1922 році з ініціативи історика і мистецтвознавця Миколи Голубця за участю художників П. Ковжуна, П. Холодного (старшого), М. Осінчука, архітекторів О. Лушпинського, С. Тимошенка. Метою організації було проголошено об'єднання українських митців Західної України і закордону під гаслом національного мистецтва. Функціонував у 1922–1931 роках у Львові.

Після 1931 року ГДУМ влився до новоствореної Асоціації незалежних українських митців (1931–1939).
- Гурток «Спо́кій» — український мистецький гурток, заснований 1927 року студентами Академії Мистецтв у Варшаві з ініціативи Петра Мегика, який став її першим головою.[4]

У 1928—39 гурток влаштував 13 мистецьких виставок (у тому числі 2 пересувні на Волині), видав альбом «Дереворити» (1936 р.), «Книжкові знаки Ніла Хасевича» (1939) і каталоги виставок.
Члени «Спокою» були також учасниками виставок АНУМ у Львові, української графіки у Берліні й Празі.